# Bolghar
Bolghar (în tătară Болгар, în latină Bulgar, Bolgar, Bolğar, în ciuvașă Пăлхар) a fost capitală a Bulgariei de pe Volga din secolul al VIII-lea până prin secolul al XV-lea împreună cu orașele Bilär și Nur-Suvar. Era situat pe malul râului Volga la o distanță de 30 km de Kazan. În 2014 comitetul UNESCO, a declarat Bolghar ca fiind Patrimoniu Mondial.

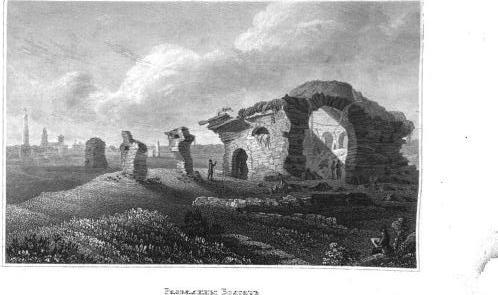
Dealul fortului înainte de reconstruire (litografie din secolul al XIX-lea)

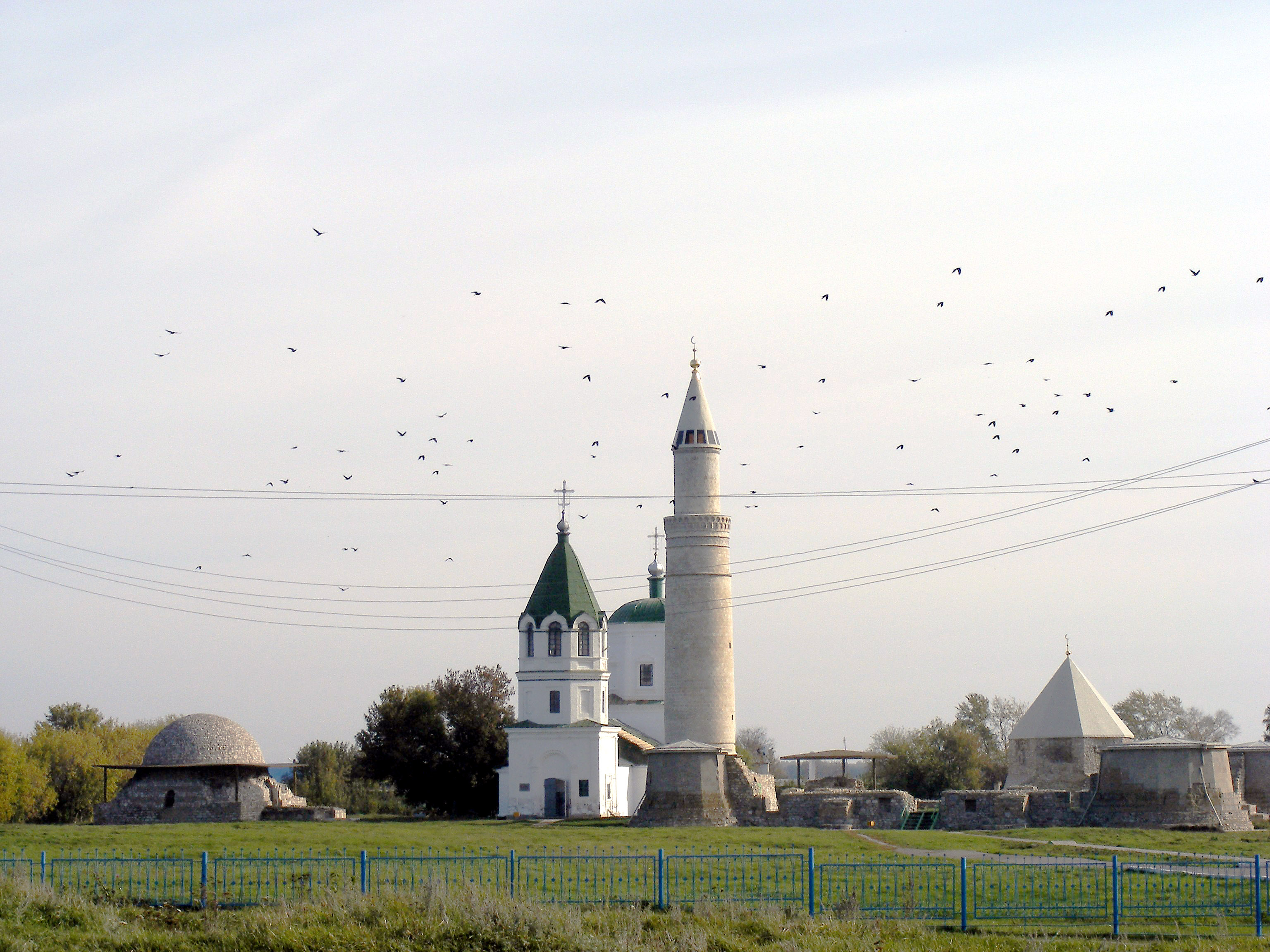
Vedere către dealul fortului

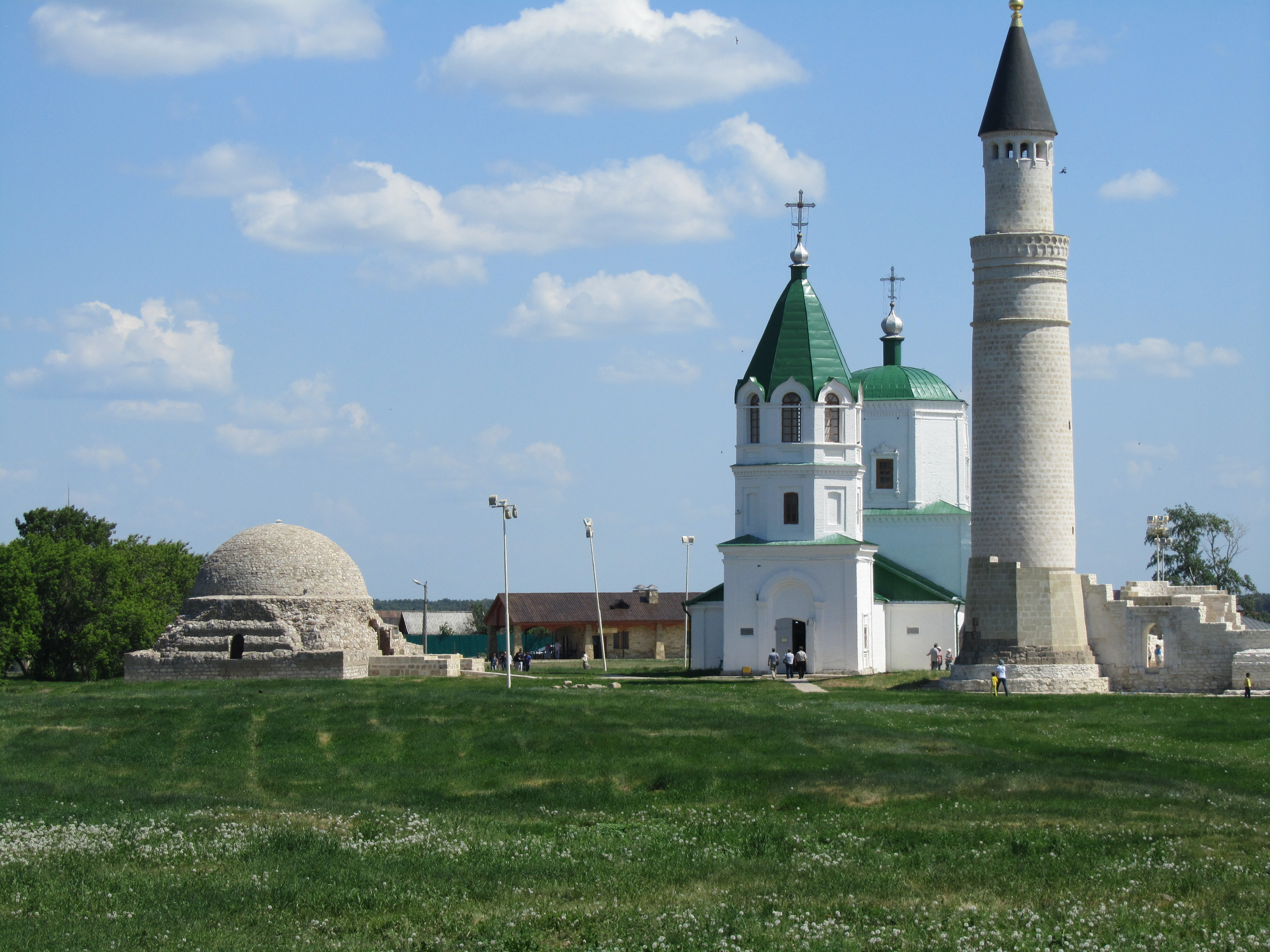
Templele de pe dealul fortului

## Istoria
Orașul a început să fie capitală a Bulgariei de pe Volga încă din secolul al VIII-lea. Desele incursiuni ale rușilor de-a lungul Volgăi și luptele interne, i-au forțat pe conducătorii Bulgariei de pe Volga să-și mute capitala la Bilär. După distrugerea orașului Bilär în timpul invaziei mongole, vechea capitală (Bolghar), devine reședință de provincie în Hoardei de Aur. În perioada dominației mongole, Bolgar a dobândit o bogăție imensă, multe clădiri impunătoare și a crescut de zece ori în dimensiune.
După Războiul dintre Tokhtamish și Timur a înregistrat o scădere semnificativă a averii sale. A fost distrusă de către Bulaq-Temir în 1361, pe cale de dispariție de către Timur-Lenk, prădată de pirații ruși (ushkuiniki) și distrusă în 1431 de Vasile cel Orb. Ca un centru religios musulman, Bolgar a persistat până la mijlocul secolului al XVI-lea, când a fost cucerit de țarul rus Ivan cel Groaznic și încorporat în statul rus.

### Micul Pelerinaj
În timpul perioadei sovietice, Bolgar a fost un centru local al Mișcării Islamice cunoscută ca Micul Hajj: Musulmanii din Tatarstan și alte părți ale URSS nu puteau participa la marele pelerinaj de la Mecca, așa că mergeau către Bolgar.

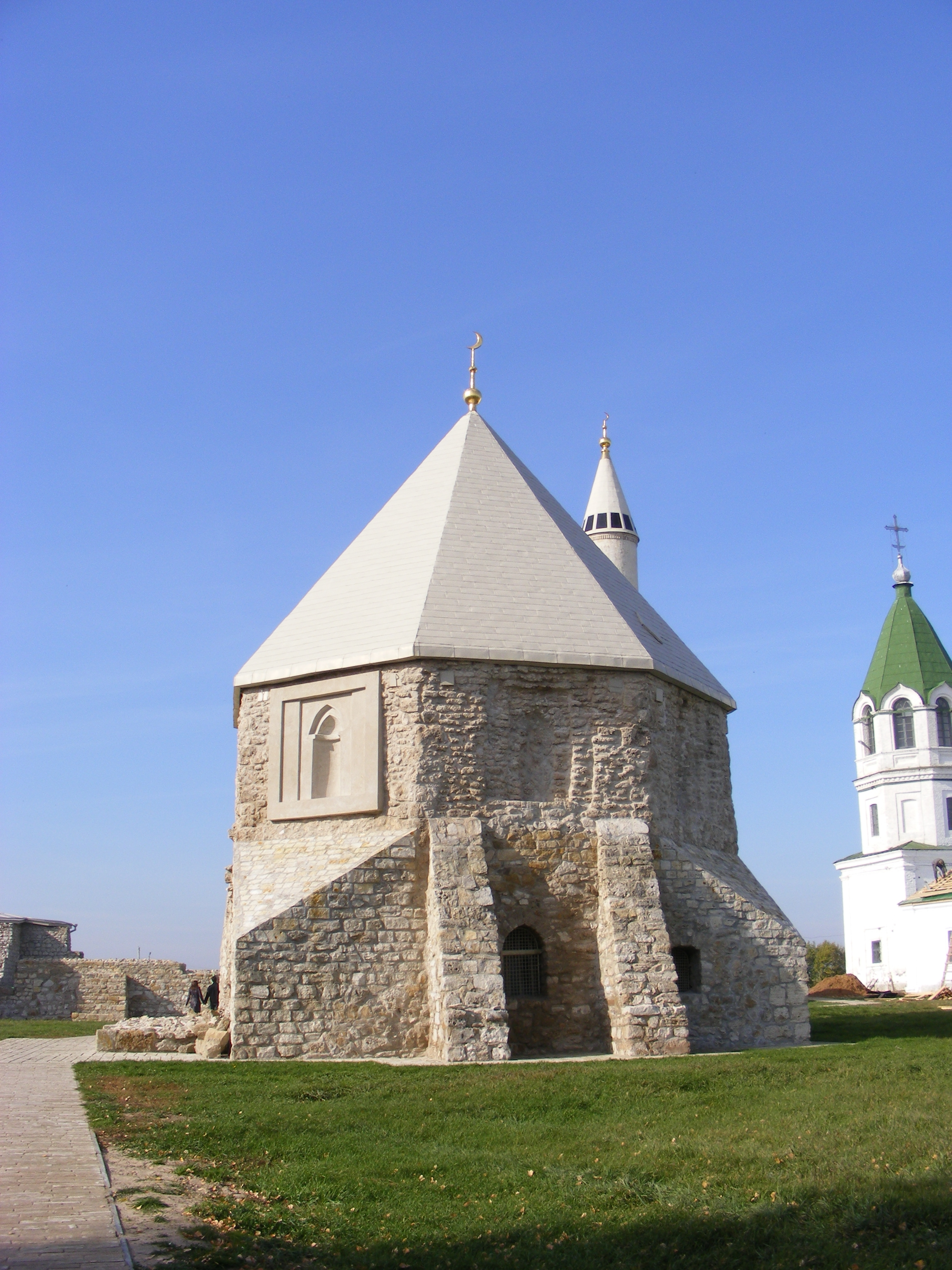
Mausoleul de est
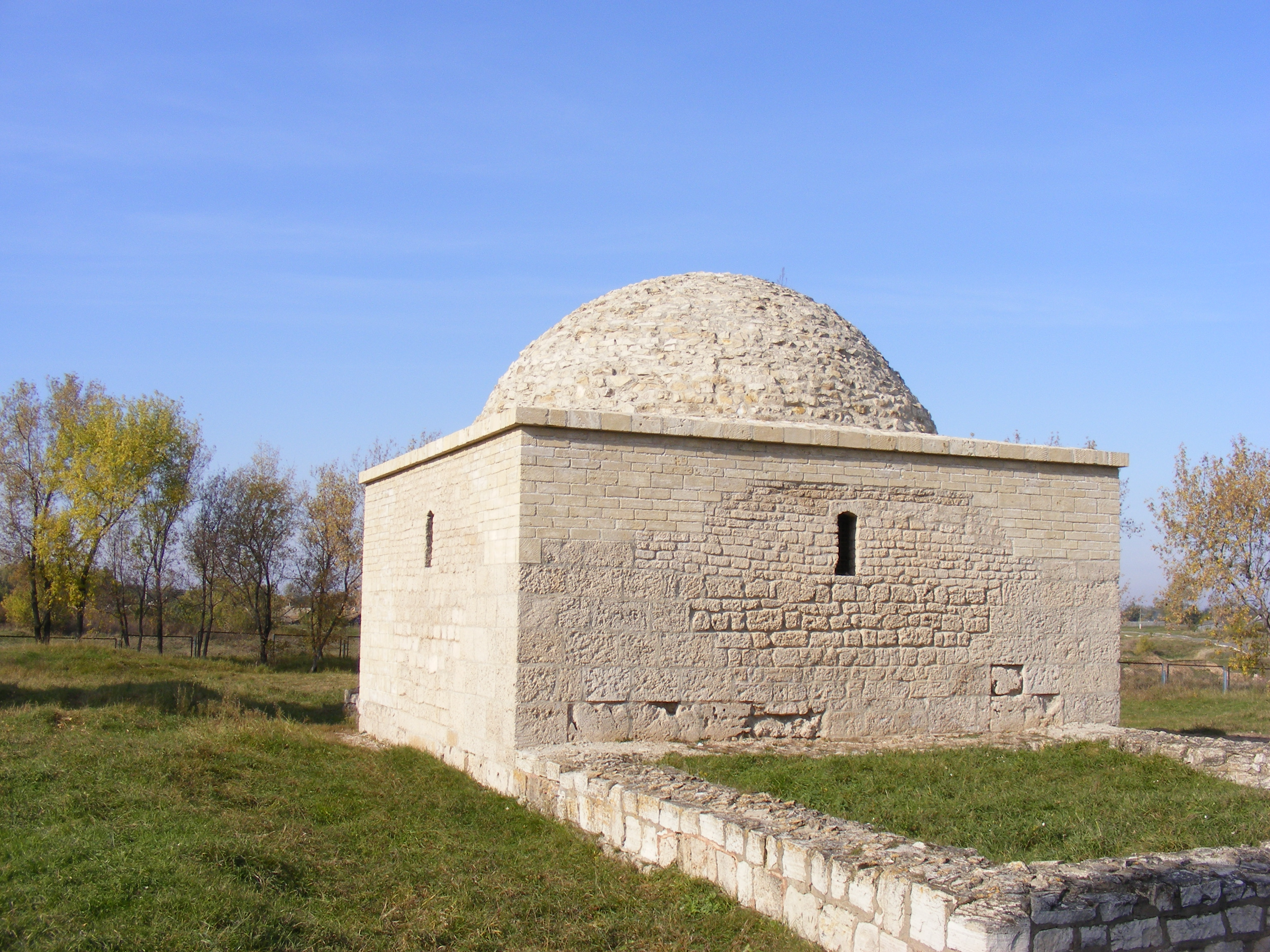
Mausoleul hanilor
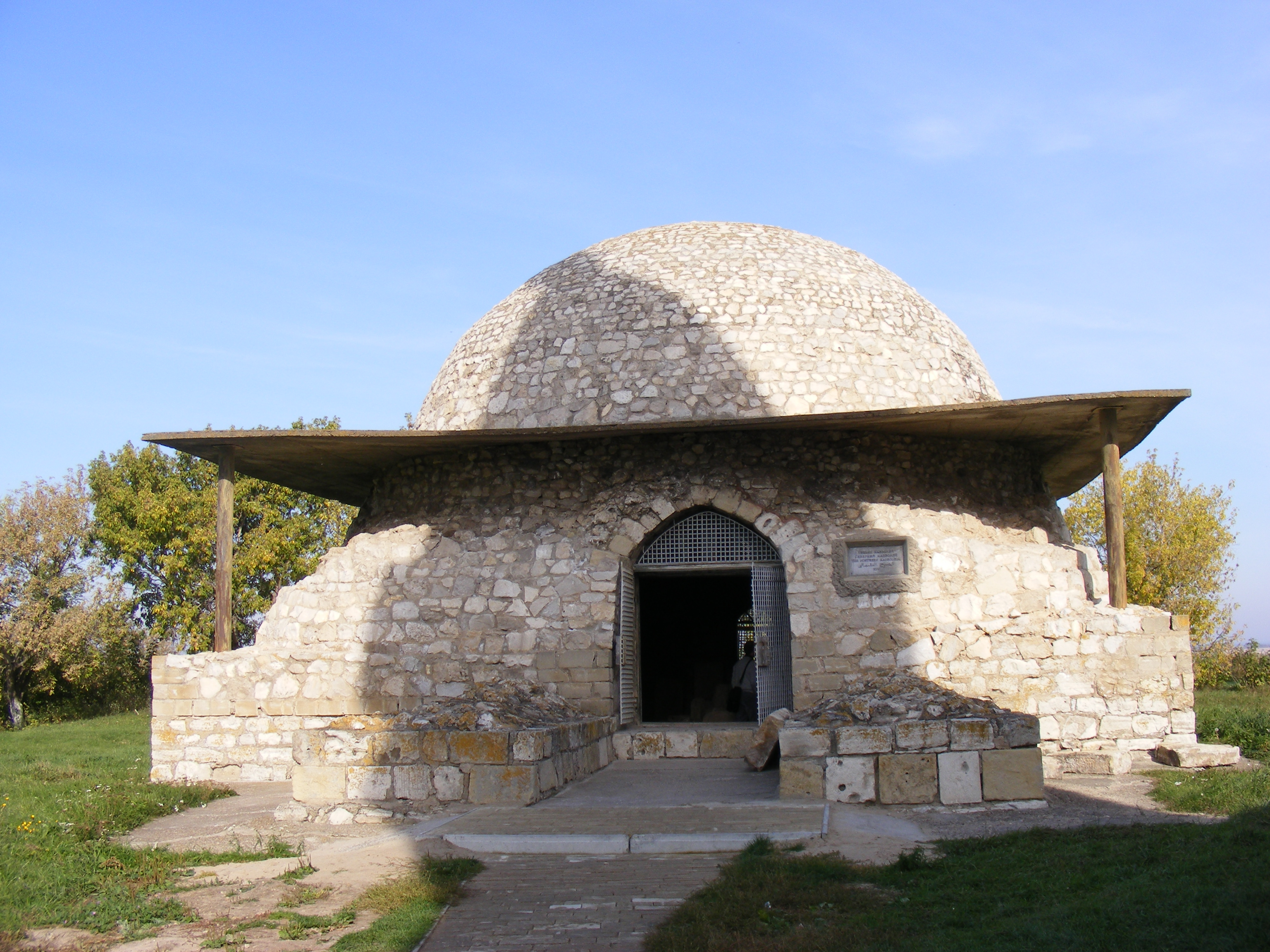
Mausoleul de nord
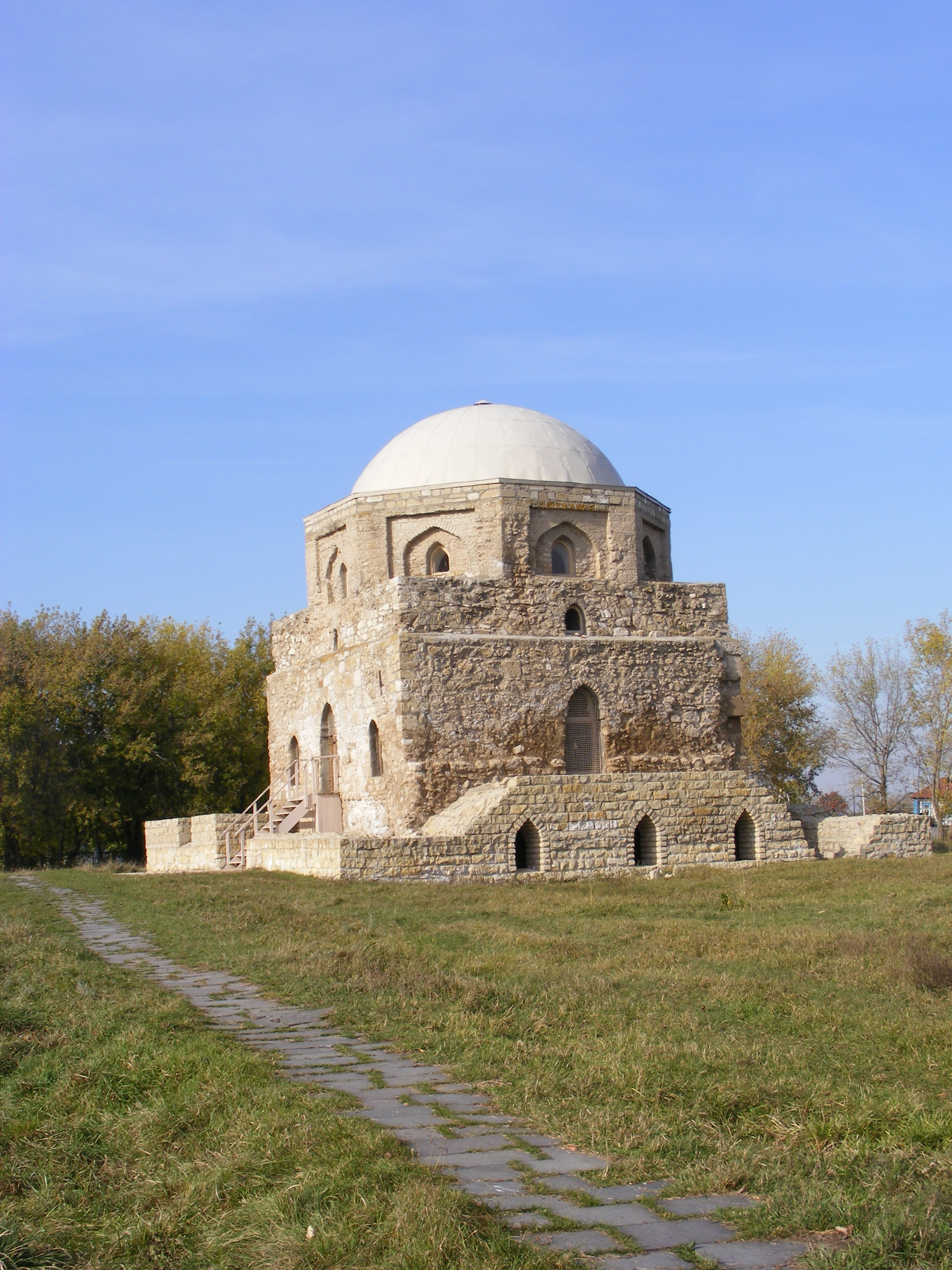
Black Chamber
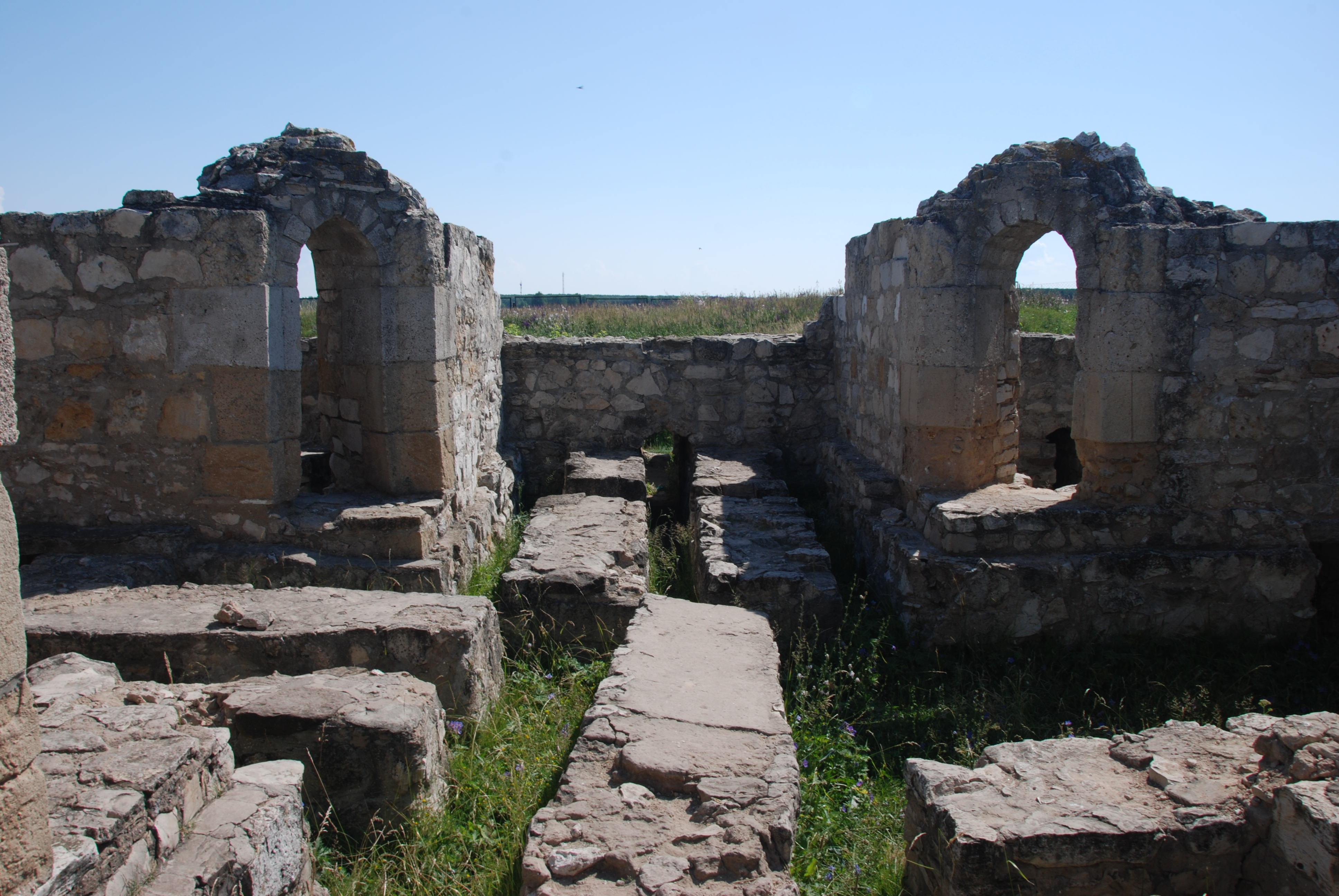
White Chamber
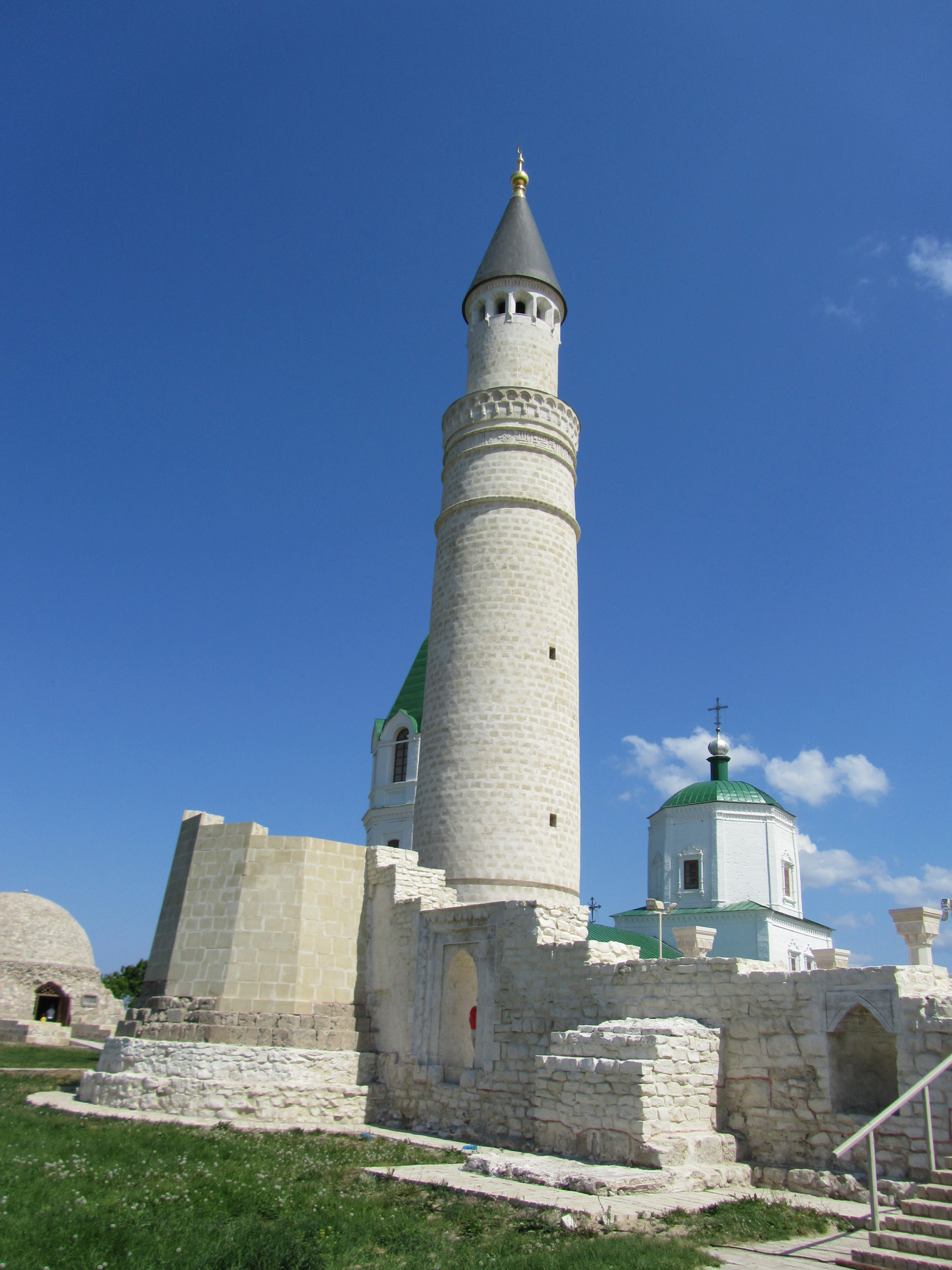
Big manara
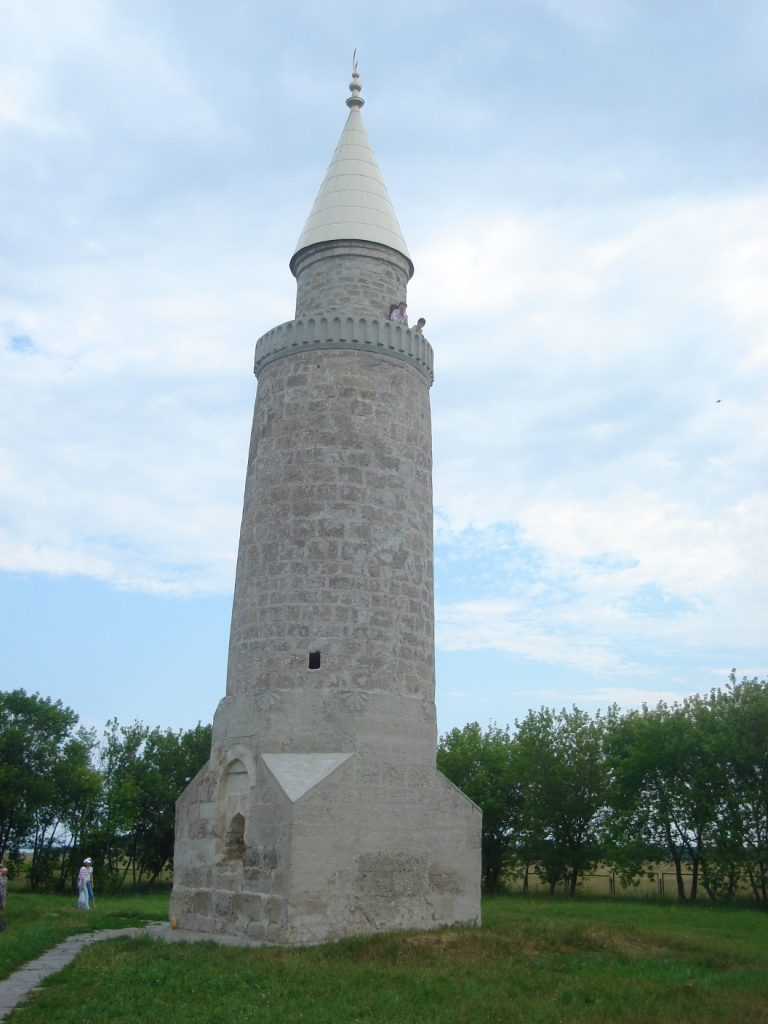
Small manara
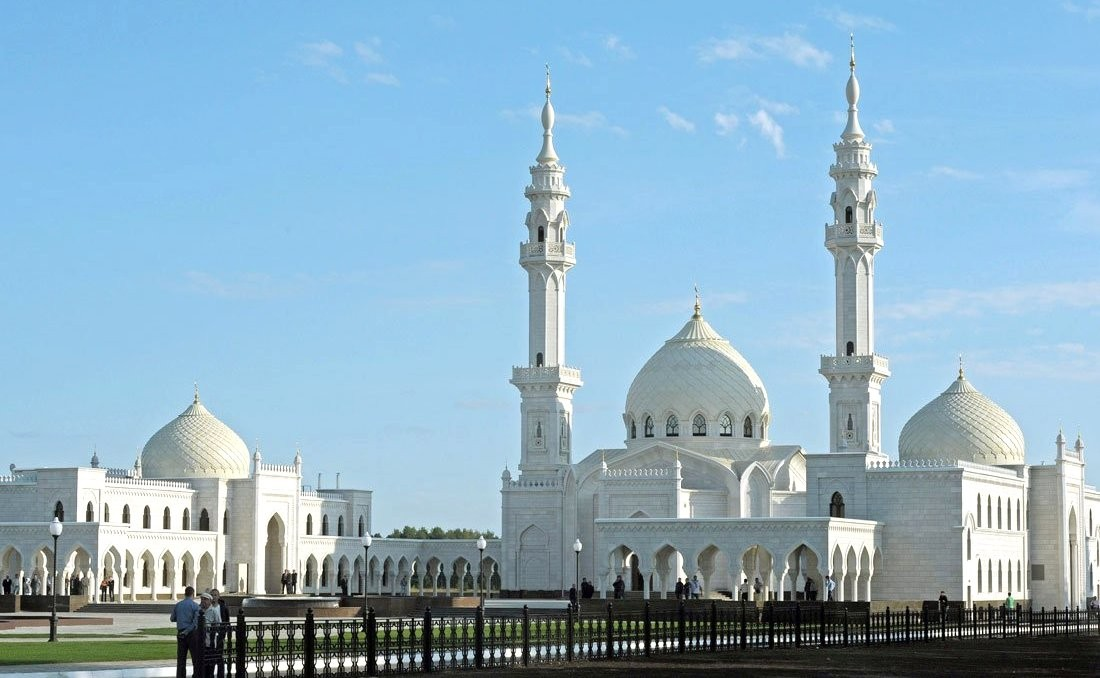
Noua Catedrală Bolghar Moscheea Albă

## Importanța

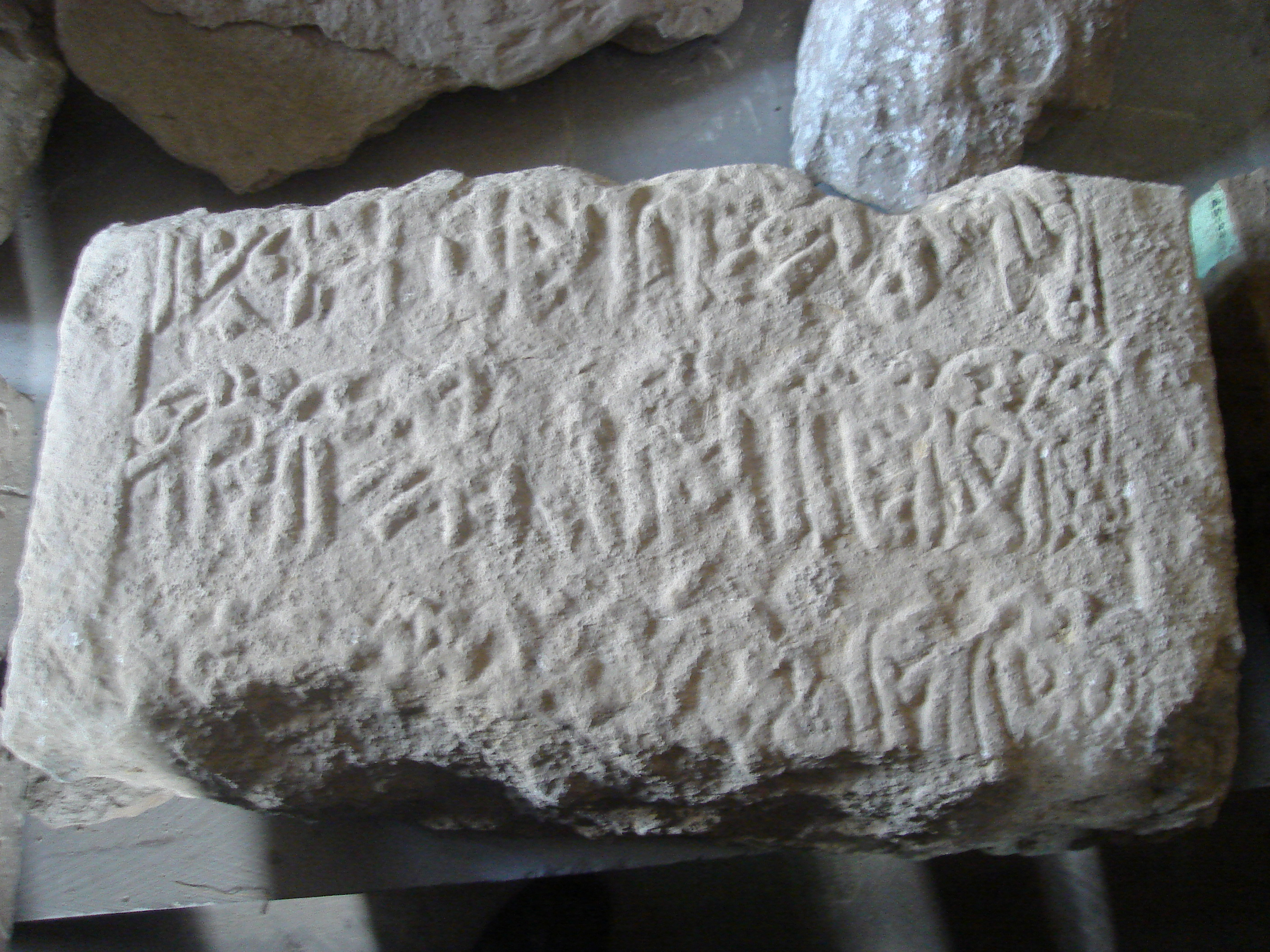
Piatră funerară din Bolghar

Tătarii se referă la capitala medievală a statului Bulgaria de pe Volga ca Shahri Bolghar (tătară Шәһри Болгар, transliterat Şähri Bolğar), cea ce înseamnă, "Orașul Bolghar". Orașul face parte din patrimoniul lor cultural, deoarece Bulgaria de pe Volga este văzută de mulți tătari ca fiind statul predecesor al Hanatul Kazanului, care la rândul său are legături culturale cu republica rusă de astăzi, Tatarstan.
Astăzi, capitala Tatarstanului este Kazan, dar mulți tătari consideră că Bolghar ca fiind capitala lor veche și religioasă și să permită o viziune asupra vieții de musulman bulgar înainte de Invazia mongolă a Bulgariei de pe Volga.